# Martins Ekwueme
Martins Ekwueme (Aboh Mbaise, 2 ottobre 1985) è un calciatore nigeriano, centrocampista dell'Odra Ścinawa.

## Carriera
Nella stagione 2000-2001, arriva in Europa dall'Agunze Okigwe, firmando un contratto con i polacchi dello Jeziorak Iława. Successivamente ha militato nel Polonia Varsavia, e nella stagione 2002-2003 ha giocato con i cechi dello Sigma Olomouc. Dopo un anno in Repubblica Ceca, il nigeriano è tornato in Polonia, firmando con il Wisła Cracovia, con il quale ha vinto tre campionati consecutivamente dal 2002 al 2005. Nella primavera del 2006, è tornato al Polonia Varsavia, dove ha militato per le due stagioni successive.
Il 22 giugno 2007, Ekwueme ha firmato un contratto quadriennale con il Legia Varsavia, con il quale ha vinto la Coppa di Polonia nella stagione 2007-2008. A causa del poco spazio in rosa, il 31 agosto 2009 è stato ceduto in prestito allo Zagłębie Lubin. Il 29 giugno 2010 viene riscattato a titolo definitivo dallo Zagłębie. Nel 2011, insieme ad Adrian Błąd e Paweł Oleksy, è stato girato in prestito allo Zawisza Bydgoszcz, prima di tornare agli arancioneri. Nel 2013, ha firmato un contratto con il Flota Świnoujście.
Nel marzo 2017, ha firmato un contratto con il Lechia Zielona Góra. Dal 3 agosto 2018, è un giocatore del Górnik Polkowice.
Il 27 luglio 2020 ha firmato un contratto biennale con il Lechia Zielona Góra.

## Palmarès

### Club

#### Competizioni nazionali
- Campionato polacco: 3

Wisła Cracovia: 2002-2003, 2003-2004, 2004-2005
- Coppa di Polonia: 1

Legia Varsavia: 2007-2008